# Takón Machine
¡Takón Machine! ¡Los creadores de la cumbia costeñita! Una mezcla de cumbia, rock, gozadera y originalidad. La agrupación originaria de Ensenada, Baja California, creada en 2009, actualmente está conformada por Tozzy, Rulo, Volante, Rod y Serafo. Es un proyecto musical con un peculiar e innovador estilo para bailar llamado “Cumbia Costeñita”. Con este ritmo fusionan estilos como: rock, funk y cumbia, con la idea de generar un ritmo que al escucharse, provoque euforia e invite al público a bailar.
La agrupación inicia su gira “No Tengo Llenadera”, junto con la banda de rock en español “Ionisio”, quienes a lo largo de dos meses, pisarán cerca de 30 escenarios del centro y bajío del país, en ciudades como Ciudad de México, Querétaro, Cuautitlán Izcalli, León, San Luis Potosí, Pachuca, Texcoco, Cholula, Puebla, Guadalajara, Morelia, Teotihuacán, por mencionar algunas.

## Historia
Desde el año 2009 surgió un nuevo concepto de cumbia en la ciudad provocando la euforia y el "takoneo" del público espectador. Transcurría tal año cuando el grupo “Tokadiscos”, destacado en su género por el ritmo de su sonoridad, entró en una etapa de cierre y renovación de sus integrantes; fue allí donde Marco “Tozzy” y Rodrigo “Rod”, comentaron el hecho de formar un grupo de cumbia tradicional para amenizar diversos sitios locales. El esfuerzo, constancia y pasión por la música los orilló a buscar otro integrante que compartiera sus mismos gustos musicales e iniciar un nuevo proyecto sobre los escenarios. Fue así como llegó Emmanuel Krauss (†) para inaugurar la banda que hoy es reconocida como Takón Machine.
Luego de un tiempo, la esencia de Takón necesitaba diversificar su sonido, así que los integrantes decidieron incluir un nuevo talento, Carlos “Volante” quien se destacó en el güiro y bombo. Después de casi un año, la banda se percató de que era imposible continuar con los teclados y el bajo a la vez. Hecho que los obligó a incorporar a otro músico, quien en un corto lapso de tiempo, se retiró e invitó a Raúl “Rulo” a ser parte del equipo cumbiero en el bajo.
En febrero de 2016 el grupo se adentra en una situación lamentable, puesto que sufrieron la pérdida de uno de sus elementos más valiosos, Emmanuel Krauss, quien falleció por causas naturales y hasta hoy sigue presente en la memoria de sus amigos takoneros. Posterior a eso, los compromisos del grupo continuaron y se tomó la decisión de integrar a Eduardo “Serafo” como último elemento, quien anteriormente llegó a sustituir a algún compañero en diferentes eventos.
Tras el paso de los años fueron perfeccionando su estilo, hecho que obligó al grupo a sumar más instrumentos consolidándose desde 2016 con: Marco “Tozzy” (guitarra y voz), Raúl “Rulo” (bajo y voz), Carlos “Volante” (güiro, bombo y coros), Rodrigo “Rod” (teclado y coros), y Eduardo “Serafo” (percusiones y coros). Con este escuadrón impregnado de derroche artístico surgió la “cumbia takonera” en el puerto, empezando con covers guapachosos hasta llegar a la fusión de diversos instrumentos que en conjunto, provocaban el vaivén de sus seguidores.

## Integrantes

### Antiguos miembros
- Emmanuel Callado Krauss †

## Discografía
El 4 de agosto de 2018, la máquina takonera se hizo presente en el Centro social, cívico y cultural de Ensenada, Baja California, para presentar su primer producción discográfica, con 6 temas de autoría propia. El álbum lleva por título "Takón Machine". La producción del primer álbum se realizó en "Diablo Studios" (Ensenada), de la mano de Eduardo "Wero" Bañaga (grabación y edición), y finalizado en Ciudad Obregón, Sonora, de la mano del productor musical, nominado y ganador de varios Premios Grammy Latinos, Francisco Oroz (mezcla y masterización).
| "Takón Machine" (2018) |                                                     |
| 1.                     | Cumbia costeñita No.1                               |
| 2.                     | Ven y gózalo                                        |
| 3.                     | El meketrefe (2.º sencillo)                         |
| 4.                     | Caeré (1.er sencillo)                               |
| 5.                     | Novela de traición (Vete de mi lado / 3.º sencillo) |
| 6.                     | Esta noche (ft. Mario LaMadrid)                     |

De dicha producción se han desprendido los temas Caeré, El meketrefe y Novela de traición, los cuales se encuentran en diferentes plataformas digitales como Spotify, iTunes o Google Music, y a través de su canal en Youtube, se puede disfutar de los videos oficiales de cada sencillo.

## Conciertos relevantes
- Gira Multiviral con Calle 13[10]
- OktoberFest a la orilla del mar de Ensenada
- BAJA FEST 2016 en Baja Studios, Playas de Rosarito[11]
- Fevino. Feria del vino en Guadalajara[12]
- Foro de Viñedos San Gabriel con Chayanne[13]
- Festival de la Cerveza de Monterrey[14]
- BeerFest Ensenada[15]